# Соснівка (Мелітопольський район)
Сосні́вка (МФА: [soˈsɲiu̯kɐ] ( прослухати)) — селище в Україні, в Мелітопольському районі Запорізької області. Входить до складу Мирненської селищної громади. Населення становить 117 осіб.

## Географія

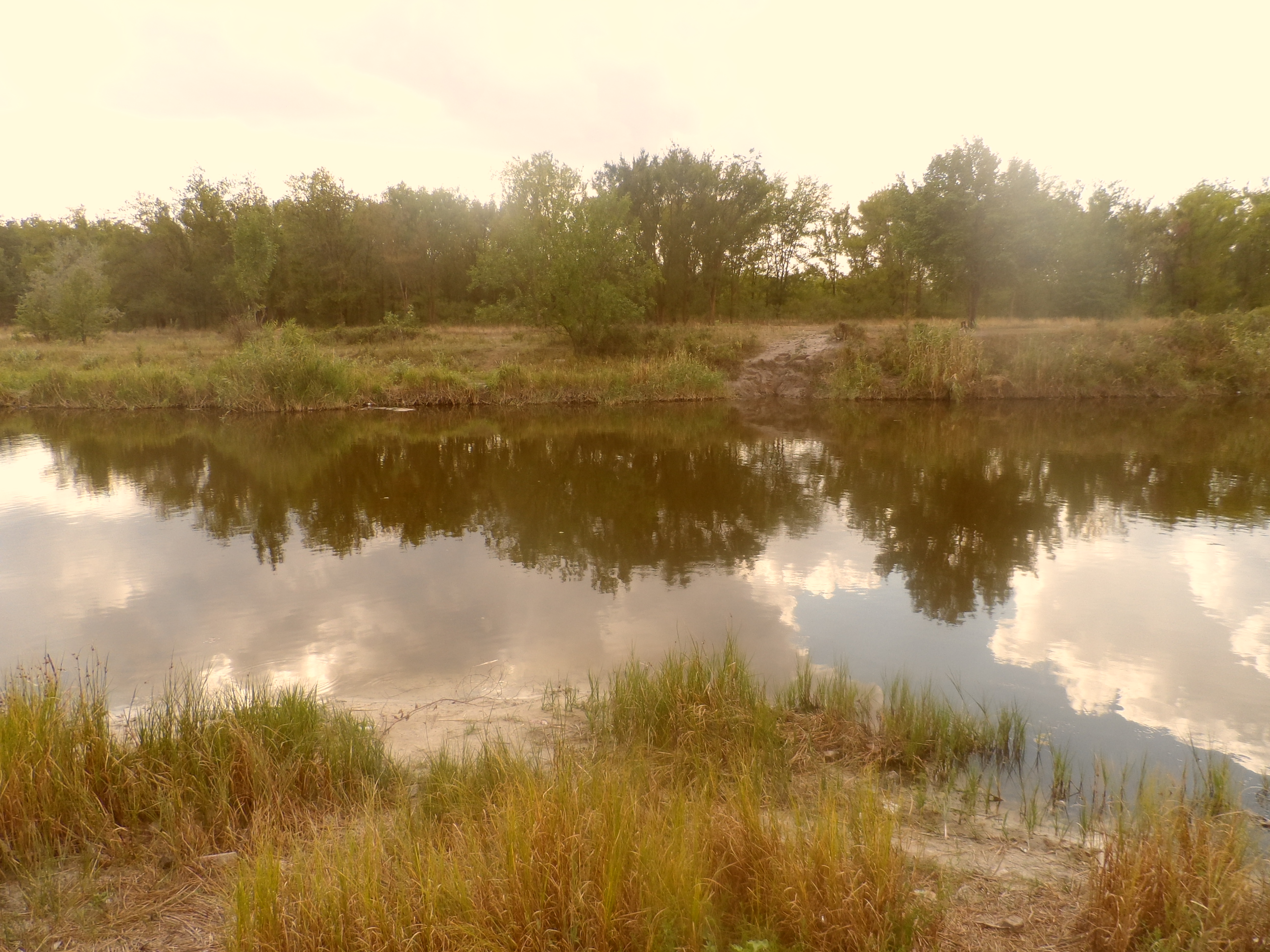
Зелена зона в селищі Соснівка

Селище Соснівка знаходиться на лівому березі річки Молочна, вище за течією примикає село Новопилипівка, нижче за течією на відстані 7  км розташоване село Вознесенка.
До селища примикає Старобердянське лісництво.

## Назва
На території України 33 населених пункти з назвою Соснівка.

## Населення

### Мова
Розподіл населення за рідною мовою за даними перепису 2001 року:
| Мова       | Кількість | Відсоток |
| ---------- | --------- | -------- |
| російська  | 61        | 52.14%   |
| українська | 56        | 47.86%   |
| Усього     | 117       | 100%     |

## Історія
- 1846 — дата заснування.
- У 2004 році було розпочато будівництво газопроводу, і 23 травня 2008 року село газифіковане.[2]
- До 2017 року орган місцевого самоврядування — Новопилипівська сільська рада.

## Пам'ятки

### Дубова алея
Поруч із Соснівкою є красива дубова алея, оголошена пам'яткою природи. 22 дуби, складова частина алеї, були посаджені в другій половині XIX століття менонітами, що жили в селі. Тут же зберігся будинок перших менонітів. До жовтневої революції алея була популярним місцем відпочинку заможних людей. Щотижня тут грав духовий оркестр, а в кінці алеї був ставок, по якому можна було прогулятися на човні.

### Старобердянське лісництво
Поруч з Соснівкою також знаходиться Старобердянське лісництво — один з найстаріших в України лісових масивів у степовій зоні, закладений Й. Й. Корнісом в 1846 році. У лісництві ростуть понад 165 деревних і чагарникових порід, багато з яких екзотичні для України, мешкають 40 видів звірів та 50 видів птахів. У 1974 році лісництво оголошено державним заказником.